# Họ Bần
Họ Bần (danh pháp khoa học: Sonneratiaceae) là một họ thực vật có hoa đã được hệ thống Cronquist đặt trong bộ Đào kim nương (Myrtales). Nó bao 
gồm 2 chi là chi Bần (Sonneratia) và chi Phay (Duabanga). Họ này không phải là đơn ngành (Shi và ctv. 2000; Huang & Shi 2002). Bản thân chi Sonneratia có thể là có quan hệ chị em với chi Trapa (Graham và ctv., 2005). Hiện nay, nói chung cũng như trong hệ thống APG II năm 2003 thì cả hai chi này đều được coi là một phần của họ Bằng lăng (Lythraceae), điều này làm cho tên gọi Sonneratiaceae trở nên lỗi thời.
Họ này được đặt tên theo họ của nhà tự nhiên học người Pháp là Pierre Sonnerat.